# Direct Media Interface
Direct Media Interface (DMI, česky doslova přímé mediální rozhraní) je ve výpočetní technice propojení mezi northbridge a southbridge na základní desce počítače, které používá firma Intel. Poprvé bylo použito v roce 2004 mezi obvody čipové sady 9xx a ICH6. Předchozí čipové sady firmy Intel používaly ke stejnému účelu Intel Hub Architecture; čipové sady pro servery používají podobné rozhraní nazývané Enterprise Southbridge Interface (ESI). I když jméno „DMI“ sahá zpátky k ICH6, Intel vyžaduje určité kombinace kompatibilních zařízení, takže přítomnost DMI rozhraní sama o sobě nezaručuje, že určitá kombinace northbridge–southbridge je povolena.
DMI má mnoho vlastností stejných jako PCI-Express; používá více linek ('lanes) a diferenciální signalizaci pro vytvoření dvoubodového spojení. Většina implementací používá linku ×4; některé mobilní systémy (například 915GMS, 945GMS/GSE/GU a Atom N450) používají linku ×2 s poloviční rychlostí. Původní implementace poskytuje při použití linky ×4 přenosovou rychlost oběma směry 10 Gbit/s (1 GB/s).
DMI 2.0 uvedené v roce 2011 zdvojnásobuje přenosovou rychlost dat na 2 GB/s pro linku ×4. Používá se pro propojení CPU s Platform Controller Hub (PCH) (obojí firmy Intel), které nahrazuje starší řešení s odděleným northbridge a southbridge.:s.14
DMI 3.0 uvedené v srpnu 2015 má celkem čtyři linky a poskytuje přenosovou rychlost 8 GT/s na linku, a 3,93 GB/s pro komunikaci CPU–PCH. Je používáno dvoučipovými variantami mikroprocesorů Intel Skylake s čipovou sadou Intel řady 100; některé mobilní procesory Intel s nízkým (od Skylake-U) a ultra nízkým příkonem (od Skylake-Y) používají podobný design jako Systém na čipu (SoC), tj. mají PCH jako samostatný čip ve stejném pouzdře, pro což se používá označení OPI (On Package DMI interconnect Interface).
9. března 2015 Intel ohlásil Xeon D založený na platformě Broadwell jako první podnikovou (Enterprise) platformu, která plně začleňuje PCH do SoC.
S vydáním čipové sady řady 500 v roce 2021 zvýšil Intel počet DMI 3.0 linek (lanes) ze čtyř na osm, což přineslo zdvojnásobení šířka pásma.
DMI 4.0 uvedené na 4. listopadu 2021 s čipovou sadou řady 600 zdvojnásobuje přenosovou rychlost každé linky. Počet linek u DMI 4.0 závisí na použitém modelu čipové sady.

## Implementace
Northbridge, které podporují northbridge DMI, jsou řady Intel 915, 925, 945, 955, 965, 975, G31/33, P35, X38, X48, P45 a X58.[zdroj?]
Procesory, které podporují northbridge DMI, a proto nepoužívají zvláštní northbridge, jsou Intel Atom, Intel Core i3, Intel Core i5, a Intel Core i7 (8xx, 7xx a 6xx, ale ne 9xx). Procesory, které podporují northbridge DMI 2.0, a proto nepoužívají zvláštní northbridge, jsou řady 2000, 3000, 4000 a 5000 řada procesorů Intel Core i3, Core i5 a Core i7.
Southbridge podporující southbridge DMI jsou ICH6, ICH7, ICH8, ICH9, ICH10, NM10, P55, H55, H57, Q57, PM55, HM55, HM57, QM57 a QS57.[zdroj?]
PCH zařízení podporující DMI 2.0 jsou Intel B65, H61, H67, P67, Q65, Q67, Z68, HM65, HM67, QM67, QS67, B75, H77, Q75, Q77, Z75, Z77, X79, HM75, HM76, HM77, QM77, QS77, UM77, H81, B85, Q85, Q87, H87, Z87, H97, Z97, C222, C224, C226, X99, H110, a H310.
PCH zařízení podporující DMI 3.0 jsou Intel Z170, H170, HM170, Q170, QM170, Q150, B150, C236, CM236, C232, a C620. Řada Intel 200, B360, H370, Q370, Z370, Z390, C246, a čipové sady řady Intel 400 také podporují DMI 3.0.
PCH zařízení podporující DMI 4.0 jsou čipové sady řady Intel 600 a 700.